# Mama
As mamas (conhecidas popularmente também como seios ou peitos nos humanos e tetas nos demais animais), são a parte do corpo feminino de um mamífero que é responsável pela produção de leite para os bebés nos seus primeiros meses de vida, para ajudar no desenvolvimento do bebé. O termo científico mama é utilizado para designar a região lateral ântero-superior do tronco feminino em humanos, outros primatas e outros mamíferos como o elefante , e a região ântero-caudal superexposta à pelve para outras espécies de mamíferos. Inclui como conteúdo a glândula mamária e os ductos lácteos, tecido conjuntivo e gordura perilobar.:115
Nas mulheres, serve como glândula mamária , que produz e secreta leite para alimentar os bebés. A gordura subcutânea cobre e envolve uma rede de dutos que convergem para o mamilo, e esses tecidos dão à mama o seu tamanho e forma. Nas extremidades dos dutos estão os lóbulos , ou aglomerados de alvéolos , onde o leite é produzido e armazenado em resposta a sinais hormonais.
Durante a gravidez, a mama responde a uma interação complexa de hormónios, incluindo estrogénios , progesterona e prolactina , que medeiam a conclusão do seu desenvolvimento, nomeadamente a maturação lobulo-alveolar, na preparação da lactação e da amamentação. Os humanos são os únicos animais com seios permanentes. Na puberdade, os estrogénios, em conjunto com o hormónio do crescimento, causam o crescimento permanente dos seios em mulheres. Isso acontece apenas em menor grau noutros primatas – o desenvolvimento da mama em outros primatas geralmente ocorre apenas durante a gravidez. Além da sua principal função no fornecimento de nutrição aos bebés, os seios femininos apresentam características sociais e sexuais. Os seios foram representados em esculturas, arte e fotografia antigas e modernas. Podem ter um papel proeminente na percepção do corpo e na atratividade sexual de uma mulher. Várias culturas associam os seios à sexualidade e tendem a considerar os seios nus em público como imodestos ou indecentes. Os seios, especialmente os mamilos, são uma zona erógena.
Os mamíferos machos também possuem seios, embora estes não estejam totalmente desenvolvidos. Tendem a desenvolver-se, no entanto, como consequência de diferentes doenças congénitas, como o pseudo-hermafroditismo.

## Estrutura da mama

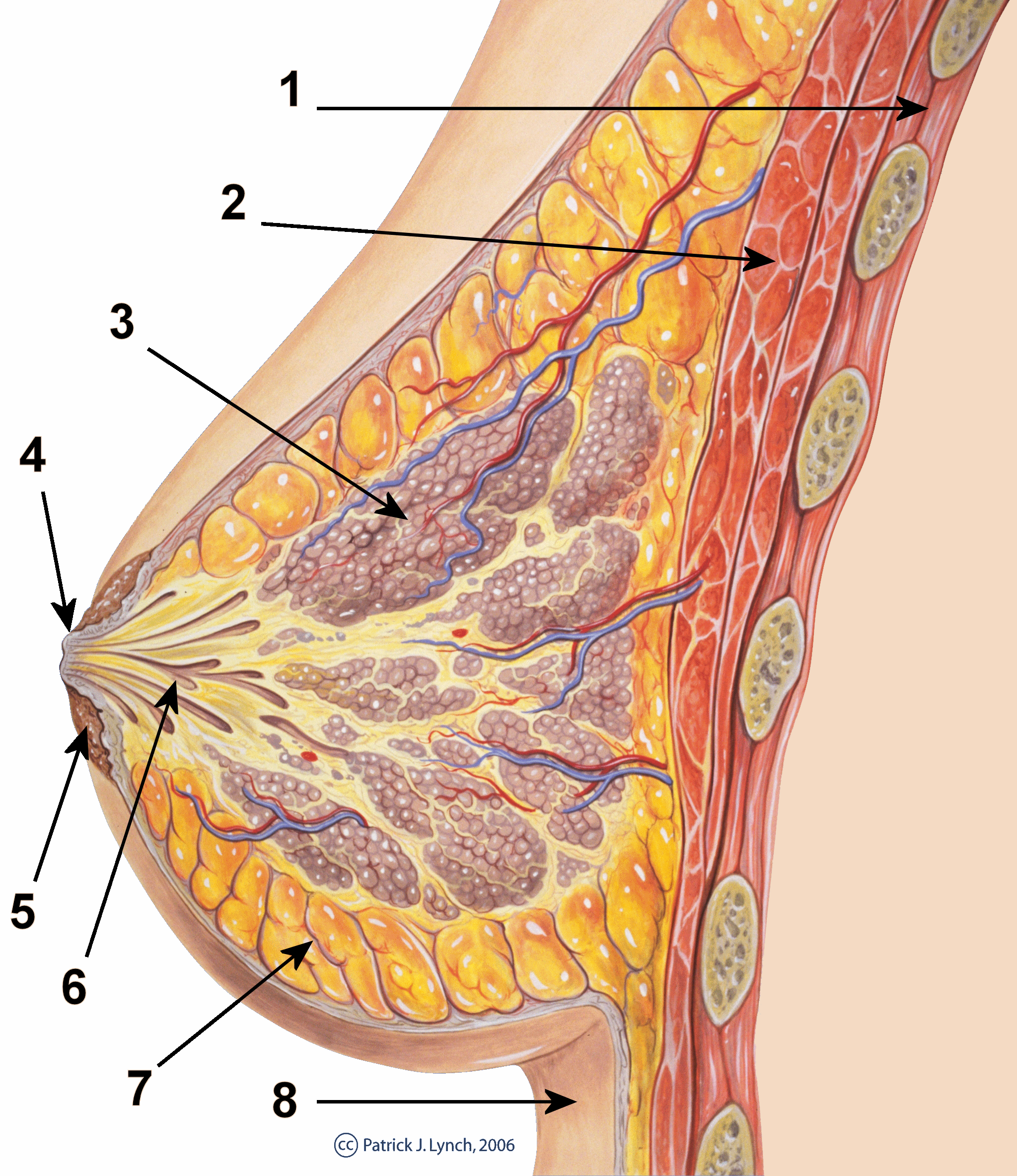
Diagrama esquemático de um seio (seção de uma mulher adulta humana) - Legenda: 1. Caixa torácica; 2. Músculo peitoral; 3. Lóbulos; 4. Mamilo; 5. Aréola; 6. Ductos; 7. Tecido adiposo; 8. Pele

Eles são constituídos por três tipos de tecido: o tecido adiposo, tecidos conectivos e glândulas mamárias, que produzem o leite que é conduzido através de ductos aos mamilos. As glândulas mamárias se distribuem por todo o seio, ainda que dois terços do tecido glandular se encontrem nos 30 mm mais próximos da base do mamilo. O resto das mamas é composto por tecido conjuntivo (colágeno e elastina), tecido adiposo (gordura) e uma aponeurose chamada ligamento de Cooper. A proporção de glândula e tecido adiposo parte de 1:1 em mulheres não-lactantes, até 2:1 em mulheres lactantes. Os homens também possuem glândulas mamárias e mamilos, mas não há produção de leite devido à falta do hormônio feminino estrogênio. Tanto nos homens como nas mulheres há uma grande concentração de nervos e vasos sanguíneos nos mamilos que são, por essa razão, altamente erógenos.
É comumente aceito por biólogos que o real objetivo evolucionário das mulheres terem seios é atrair os machos da espécie, sendo os seios uma das principais características sexuais secundárias. Alguns biólogos acreditam que o formato dos seios femininos evoluíram como uma espécie de complemento estético na parte da frente às formas das nádegas; outros acreditam que os os seios evoluíram de uma forma a prevenir que os bebês não se sufoquem enquanto mamam (uma vez que bebês não possuem uma mandíbula protuberante como outros primatas, o nariz poderia ser bloqueado por um peito feminino liso na hora da amamentação). De acordo com esta teoria, quando a mandíbula dos hominídeos ficou menor, os seios aumentaram de tamanho para compensar esta diminuição.

### Drenagem linfática
Aproximadamente 75% da linfa de origem nas mamas viaja a partir da mama aos linfonodos na axila do mesmo lado. O resto viaja para os nódulos linfáticos paraesternais, para a mama no lado oposto e finalmente para os linfonodos abdominais. Os gânglios axilares incluem o grupo inferior ou peitoral - que drena a parte profunda e transmuscular -, o grupo interno ou subescapular - que drena a parte interna da glândula mamária - e o grupo externo ou úmero - que drena a parte externa da mama -.
A drenagem linfática das mamas drena os linfonodos da axila.
Esta drenagem é particularmente importante na oncologia, porque as mamas são um local comum de desenvolvimento de câncer, se células malignas são derivadas do tecido mamário, poderiam se espalhar para outras partes do corpo através do sistema linfático para produzir metástases. O fato dos vasos linfáticos percorrerem o tecido transmuscular do peitoral maior é justificativo para a remoção da mesma no tratamento cirúrgico do câncer de mama - chamada de mastectomia radical por Halsted.

### Forma e suporte

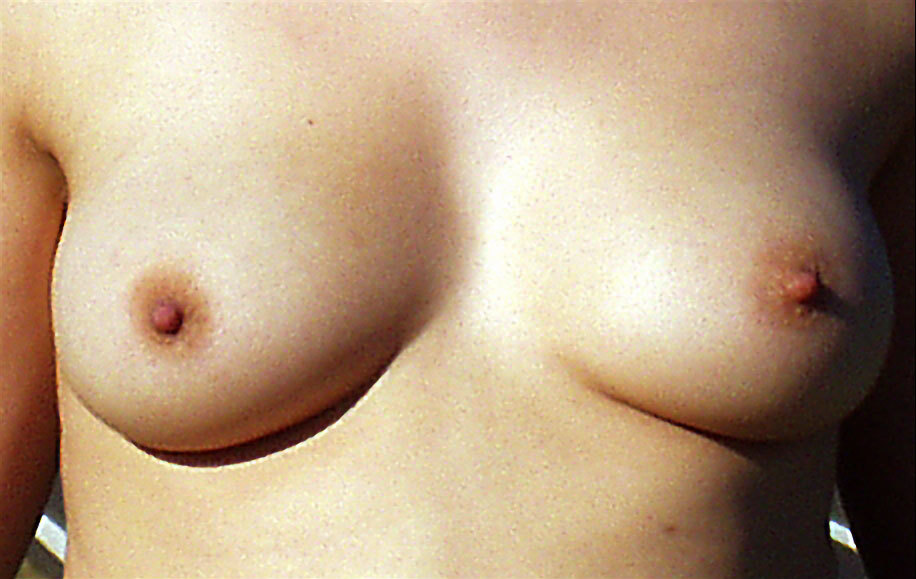
Seios relativamente redondos que protruem quase horizontalmente

As mamas variam em tamanho e forma. Sua aparência externa não prevê sua anatomia interna ou seu potencial de lactância. A forma da mama é largamente dependente do seu suporte, que provêm principalmente dos ligamentos de Cooper e do tecido torácico subjacente sobre o qual ela descansa. Cada mama adere em sua base à parede torácica por uma fáscia profunda, que cobre o músculo peitoral. A parte superior do tórax recebe algum apoio da pele que as reveste. Esta combinação de apoio anatômico é o que determina a forma dos seios. Em um pequeno grupo de mulheres, os ductos frontais são visíveis por não se misturarem com o tecido que as rodeia.
A localização do mamilo em relação à dobra é conhecida como ptose, no qual a mama cai de tal maneira sobre o peito de modo que o mamilo passa sobre a dobra inframamária. Em alguns casos, todo o conjunto mamilo-aréola pode eventualmente chegar a cair até o nível do umbigo. A distância entre a parte superior do mamilo e a base do esterno em um seio jovem, tem média de 21 cm e é uma medida antropométrica usada para determinar a simetria e a ptose mamária. Há seios em uma gama de proporção entre o comprimento e o diâmetro da base, variando de 1:2 a 1:1.

## Anatomia
As mamas são colocadas sobre o músculo peitoral maior e, geralmente, prolongam verticalmente a partir do nível da segunda costela, até a sexta ou sétima. No sentido horizontal, estende-se desde a borda do osso esterno a uma linha média, imaginária, na axila. Na extremidade distante do tórax, no terceiro espaço intercostal, a pele é especializada para formar o mamilo e aréola.
Cada mama limita-se em sua face posterior com a aponeurose (ou fáscia) do músculo peitoral e contém abundante tecido adiposo onde não há tecido glandular. A gordura e o tecido conjuntivo, juntamente com os ligamentos de Cooper (que liga a glândula para a pele) constituem um verdadeiro ligamento que dão forma e as sustentam, permitindo o deslizamento normal do seio sobre a musculatura subjacente. A mama também contém vasos sanguíneos, venosos e linfáticos, assim como elementos nervosos. Não há nada dentro do peito que se assemelha uma cápsula contínua que envolve o seio. Na verdade, é muito comum que exista um tecido chamado aberrante ou ectópica (literalmente "off-site"), em zonas muito afastadas da mama.
O quadrante superior lateral (o mais afastado do esterno) estende diagonalmente na direção da axila e é conhecido como a cauda de Spence. Uma fina camada de tecido mamário se estende desde acima da clavícula, até a sétima ou oitava costelas por abaixo e desde da linha média para a borda do músculo grande dorsal. Não é incomum encontrar o tecido mamário no oco da axila ou sob a pele, na parte da frente do abdômen.
A circulação sanguínea arterial da mama provém da artéria torácica interna (anteriormente conhecida como "artéria mamária interna"), que surge da artéria subclávia, a artéria torácica lateral, a artéria toracoacromial (ambos originários da artéria axilar) e das artérias intercostais posteriores. A drenagem venosa dos seios é realizada principalmente pela veia axilar, mas também pode envolver a veia torácica interna e as veias intercostais. Tanto os homens como as mulheres têm uma alta concentração de vasos sanguíneos e nervos nos mamilos.
Em ambos os sexos os mamilos têm capacidade eréctil em resposta a estímulos sexuais, e ao frio. A inervação das mamas, é dada por estímulos de ramos frontais e laterais dos quatro a seis ramos intercostais, provenientes dos nervos espinhais. O mamilo é inervado pela distribuição dermatômica do nervo torácico T4.
As dimensões e o peso da mama variam muito entre as mulheres. Um seio pequeno a médio pesa 500 gramas (1,1 libras) ou menos, e um seio grande pode pesar aproximadamente 750 a 1 000 gramas (1,7 a 2,2 libras) ou mais. Em termos de composição, as mamas são cerca de 80 a 90% de estromal tecido (gordura e tecido conjuntivo), enquanto epitelial O tecido glandular representa apenas cerca de 10 a 20% do volume das mamas.

## Embriologia
Embriológicamente o tecido glandular da mama, não é só o produto de desenvolvimento desproporcionado - em termos morfológicos e funcionais - de glândulas sudoríparas modificadas da pele, adaptadas para a produção de leite. O leite materno é um tipo de secreção de alto valor nutritivo, devidamente adaptados às necessidades dos recém-nascidos e única fonte de alimento e de anticorpos durante os primeiros meses de vida.
O desenvolvimento mamário durante a puberdade ocorre devido ao estímulo dos hormônios ovarianos, principalmente estrogênio e progesterona. O estrogênio estimula o desenvolvimento da porção excretora da glândula mamária - principalmente os galactóforos - e a progesterona é responsável pelo desenvolvimento da porção secretora - os lóbulos. Estes hormônios estimulam o desenvolvimento de características femininas, produzindo o mesmo efeito sobre homens com os desequilíbrios hormonais, ou aqueles que querem mudar sua identidade sexual.
O aleitamento materno é conhecido como lactância. O ato de alimentar diretamente a criança é conhecido como aleitamento e é realizado diretamente pela sucção do mamilo pela boca da criança.

## Estética

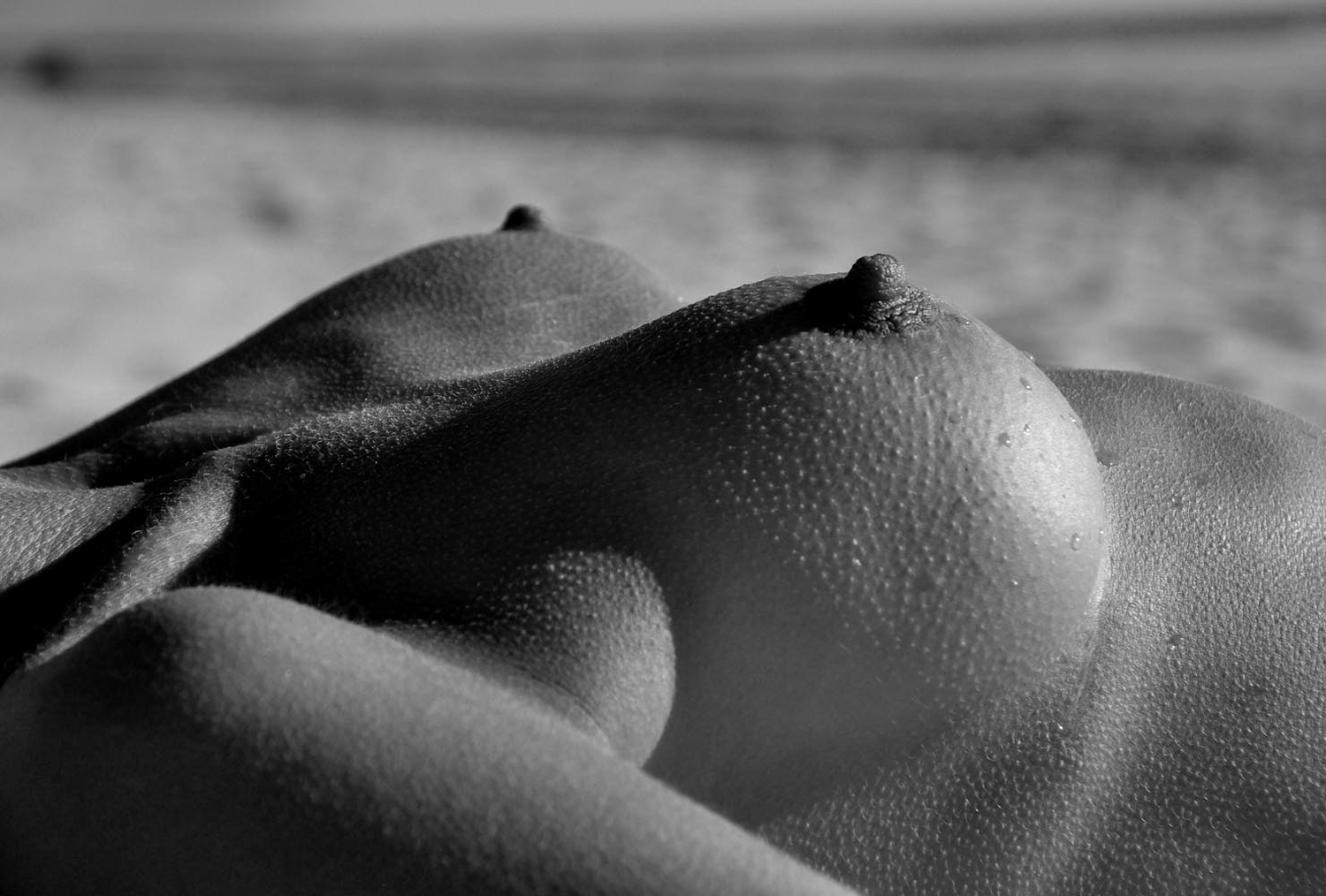
Seios à mostra, em ensaio fotográfico.

As mamas são vistas por muitos como um indicativo fundamental de feminilidade ou um atrativo sexual, e por causa disso várias mulheres que passam por processos de mastectomia relacionados a câncer têm recorrido à cirurgia plásticas para sua reconstrução. A mastologia é o ramo da medicina que cuida das doenças que acometem as mamas e a cirurgia plástica a especialidade médica que trata as alterações de forma e tamanho das mamas, além dos efeitos do envelhecimento e os defeitos adquiridos por ressecções totais ou parciais por câncer ou outras doenças.
Para aumentar as mamas, algumas mulheres submetem-se a cirurgias plásticas de enchimento interno com silicone ou sacos de soro fisiológico. Quando o material não é adequado ou a cirurgia é mal feita, essa prática pode ocasionar efeitos colaterais graves e irreversíveis. Alguns especialistas divergem sobre o assunto, alguns alegam que o risco compensa a autoestima adquirida da mulher.
A cirurgia para a redução das mamas (mamoplastia redutora), retirando-se gordura ou em alguns casos parte da glândula mamária, é praticada também por questões de estética ou por problemas de postura, devido ao peso forçando a coluna vertebral.

## Fisiologia da mama

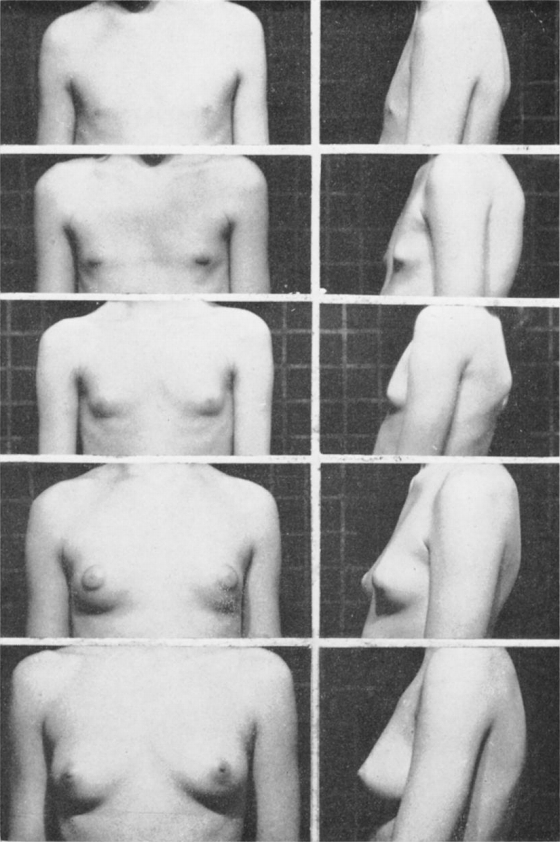
Desenvolvimento de mamas femininas pode ser classificado conforme os cinco estágios da escala de Tanner

### Mudanças durante a puberdade
Durante a puberdade os seios têm seu crescimento estimulado pelos hormônios sexuais que atuam até por volta dos vinte anos de idade. O desenvolvimento dos tecidos adiposo e conectivo aumenta sob a influência de outros hormônios, como a progesterona, prolactina, corticoides e hormônio do crescimento.

### Mudanças durante a gravidez
O aumento dos níveis de estrógenos e de progesterona estimulam o desenvolvimento glandular. As mamas tendem a tornar-se esféricas devido ao aumento do tecido adiposo. Pode haver o aparecimento de uma aréola secundária, que na Semiologia médica é conhecida como Sinal de Hunter.

### Mudanças durante a lactação
A lactação tende a manter as mudanças ocorridas durante a gravidez. Em seu início e durante as primeiras horas, os repetidos movimentos de sucção por parte do recém-nascido acabam por provocar a saída de uma secreção espessa e amarelada, rica em colesterol, chamada colostro.

## Funções dos seios da Mulher

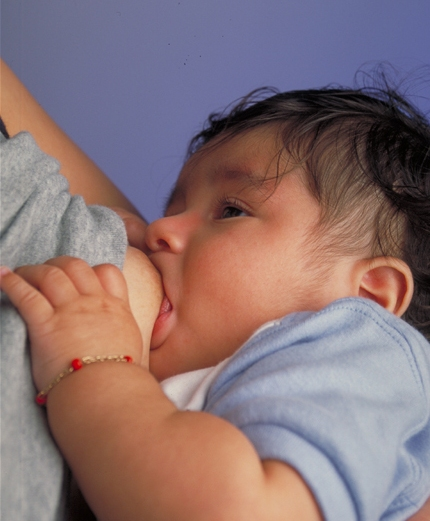
Criança mamando

### Lactância
A produção de leite nas mamas começa imediatamente depois do parto. Ao cabo de doze a vinte e quatro horas elas segregam o colostro, líquido ao qual se atribuem propriedades laxantes (dado seu elevado teor de colesterol), que facilitaria a evacuação do mecônio pelo intestino do recém-nascido. Poucas horas depois as mamas deixam de produzir o colostro para secretar o leite normal.

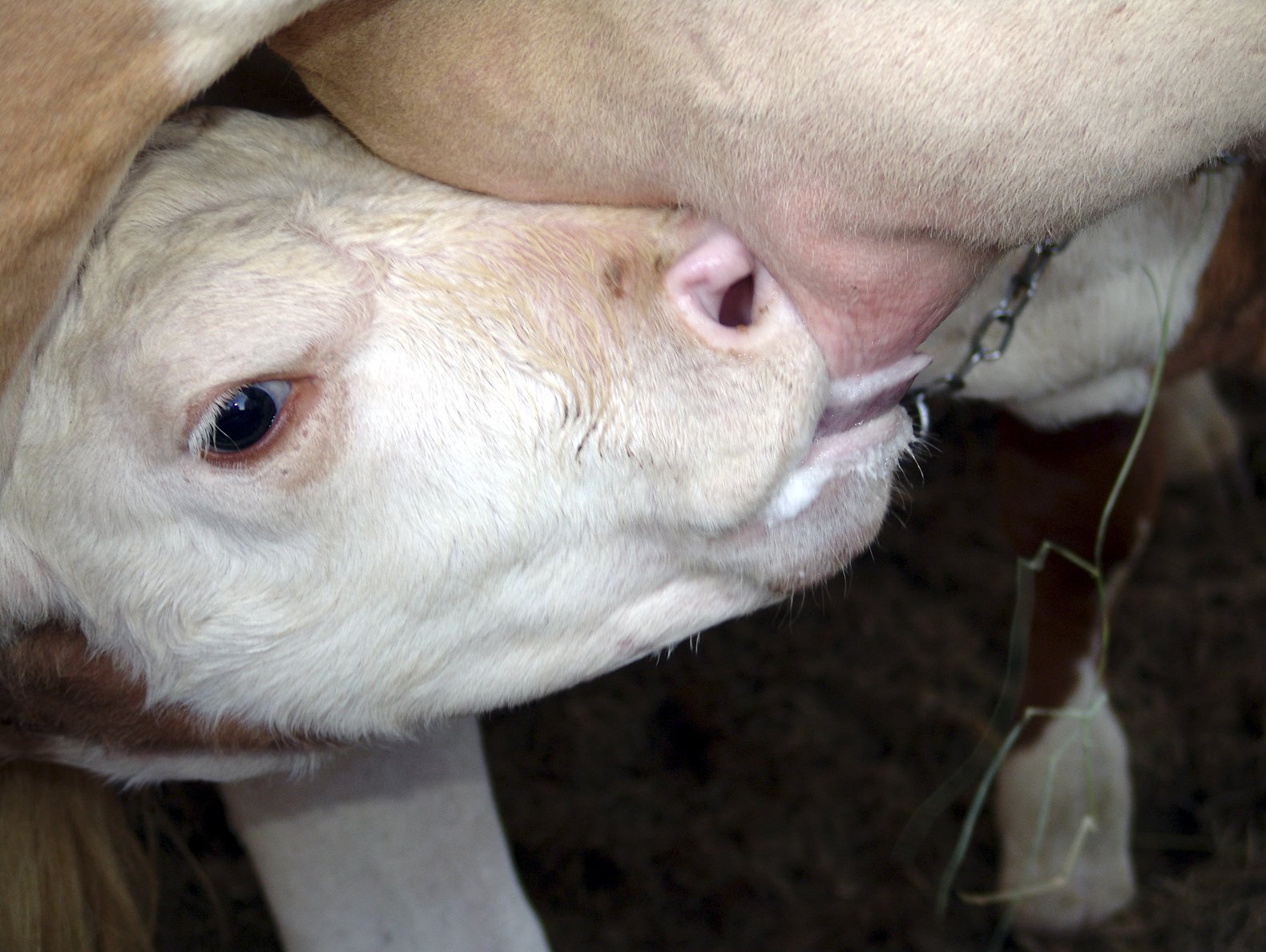
Bezerro mamando

A composição do leite normal inclui proporções elevadas de água. Ainda que possa parecer que isto limite o fornecimento de nutrientes ao bebê, é importante considerar que a osmolaridade elevada não é ainda uma condição equilibrada nos rins do lactente que, nos primeiros meses, deve extrair a água necessária exclusivamente do leite e sem outra administração adicional.
No leite se encontram numerosos nutrientes, assim como vitaminas, minerais e substâncias diversas, com destaque para as imunoglobulinas. Estas moléculas atuam como anticorpos que proporcionam à criança uma importante proteção contra as infecções. Os leites elaborados a partir do leite bovino carecem deste componente, sendo esta uma das razões pelas quais  se recomendam que as mães mantenham a lactância durante um período ideal de seis meses, no mínimo.
A lactância materna natural parece reforçar de modo particular o vínculo emocional mãe-filho, de forma tão sólida quanto elementar, dado que proporciona uma satisfação para ambos.
O prolongamento da lactância produz alguns efeitos na lactente, dentre os quais a inibição da ovulação, dados os efeitos hormonais provocados pela alta presença de prolactina no sangue.

### Papel sexual
Ao lado de sua precípua função fisiológica, também desempenham os seios um importante papel sexual, em muitas culturas da humanidade, sobretudo para o prazer da mulher.
Grande parte dos seios é formada por tecido adiposo que, além disso, tem funções estruturais e de sustentação, contribuindo para proporcionar à mulher um atrativo sexual, mas sem qualquer influência sobre a capacidade de lactação.[carece de fontes?]

### Lactação
Ao contrário do que muitos acreditam, o tamanho das mamas de uma mulher não é indicativo de uma capacidade maior de produção de leite, porque na verdade as glândulas mamárias participam muito pouco no tamanho real das mamas — a maior parte do volume é de fato tecido conectivo e tecido adiposo (gordura).

## Riscos da cirurgia plástica

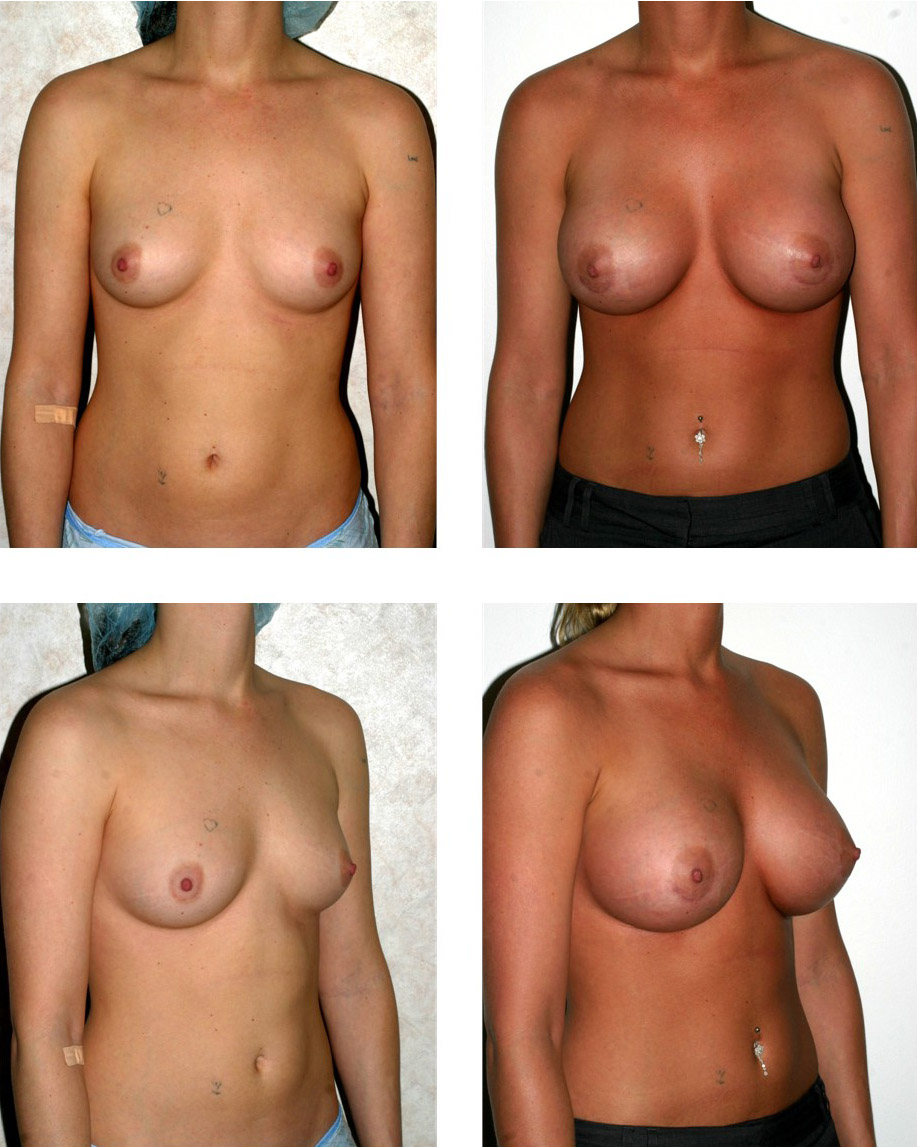
Antes e depois de uma cirurgia plástica estética de implante de silicone.

Qualquer cirurgia efetuada nos seios, incluindo a cirurgia estética, leva a um potencial de interferência para uma futura amamentação, causando alterações na sensibilidade do mamilo e dificuldades para interpretar uma mamografia (raio-x dos seios). Alguns estudos têm demonstrado uma capacidade de lactação comparável entre mulheres com macromastia (hipertrofia da mama) em comparação com grupos de controle nas mulheres na qual a operação de redução dos seios foi realizada usando uma moderna técnica cirúrgica chamada de "pedículo superior". Algumas organizações de cirurgia plástica aconselham adiar as reduções efetivas de seios em jovens adolescentes devido ao fato de que o volume da mama pode continuar crescendo consideravelmente à medida que as jovens amadurecem e ainda não conhecem os riscos a longo prazo destas intervenções estéticas. A maioria dos cirurgiões avalia cada caso individualmente, antes de submeter uma paciente jovem a uma redução considerável dos seios, para corrigir a hipoplasia ou assimetria severa.

## Doenças
- Câncer de mama
- Galactocele
- Galactorreia
- Ginecomastia
- Mastite
- Mastodinia